# إيلجا أنتونوف
إيلجا أنتونوف (5 ديسمبر 1992 بتالين في إستونيا - ) (بالإستونية: Ilja Antonov) هو لاعب كرة قدم إستوني في مركز الوسط. شارك مع منتخب إستونيا تحت 21 سنة لكرة القدم ومنتخب إستونيا لكرة القدم. أما مع النوادي، فقد لعب مع ليفاديا تالين وFC Puuma Tallinn ‏ وFC Ararat Tallinn ‏ وFCI Levadia U21 ‏ وFC Kiviõli Irbis ‏.

## وصلات خارجية
- إيلجا أنتونوف على موقع الاتحاد الدولي (مؤرشف)  (الإنجليزية)
- إيلجا أنتونوف على موقع الاتحاد الأوربي (الإنجليزية)
- إيلجا أنتونوف على موقع اتحاد إستونيا (الإنجليزية)
- إيلجا أنتونوف على موقع قاعدة بيانات كرة القدم.إي يو (الإنجليزية)
- إيلجا أنتونوف على موقع ناشيونال فوتبول تيمز (الإنجليزية)
- إيلجا أنتونوف على موقع Soccerway.com (الإنجليزية)
- إيلجا أنتونوف على موقع عالم كرة القدم.نت (الإنجليزية)